# 于贝尔桑
于贝尔桑（法語：Hubersent，法語發音：[ybɛʁsɑ̃]）是法国上法蘭西大區加来海峡省的一个市镇，属于蒙特勒伊区。

## 地理
于贝尔桑（50°34'53"N, 1°43'39"E）面积7.97 平方千米，位于法国上法蘭西大區加来海峡省，该省份为法国北部沿海省份，西北濒北海，南至索姆省，东临北部省。
与于贝尔桑接壤的市镇（或旧市镇、城区）包括：拉克尔、帕朗蒂、丹格里、贝尔尼约勒、伯桑、科尔蒙、弗朗克。

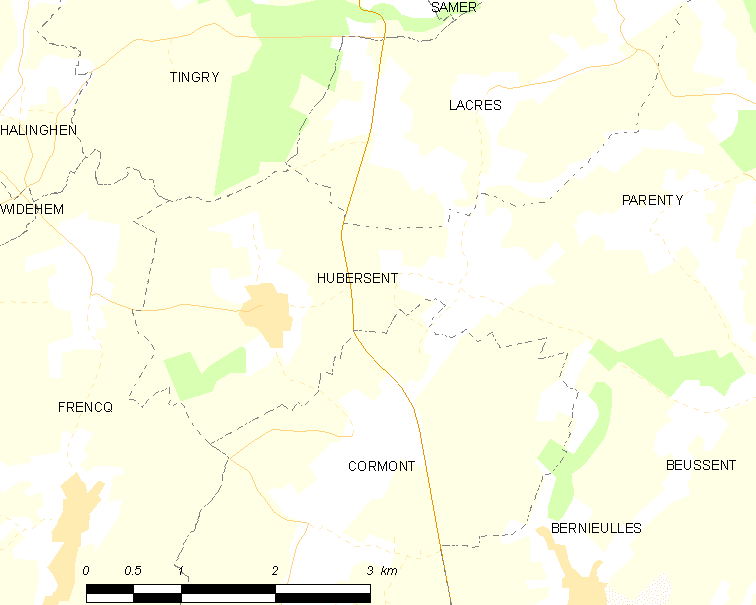
于贝尔桑的OSM定位图

于贝尔桑的时区为UTC+01:00、UTC+02:00（夏令时）。

## 行政
于贝尔桑的邮政编码为62630，INSEE市镇编码为62460。

## 政治
于贝尔桑所属的省级选区为贝尔克县。

## 人口

1962-2008年间于贝尔桑人口变化图示

于贝尔桑于2022年1月1日时的人口数量为267人。